# La Ferté-Milon
La Ferté-Milon är en kommun i departementet Aisne i regionen Hauts-de-France i norra Frankrike. Kommunen ligger  i kantonen Neuilly-Saint-Front som ligger i arrondissementet Château-Thierry. År 2022 hade La Ferté-Milon 2 040 invånare.

## Befolkningsutveckling
Antalet invånare i kommunen La Ferté-Milon
Referens: INSEE